# Goniobranchus lekker
Goniobranchus lekker is een slakkensoort uit de familie van de Chromodorididae. De wetenschappelijke naam van de soort is voor het eerst geldig gepubliceerd in 1994 door Gosliner.